# محاصره ادسا (۶۱۰)
محاصره ادسا بخشی از جنگ ایران و روم شرقی بود، بعد از سقوط ماردین و آمیدیا ساسانیان ادسا را در سال ۶۰۹ یا ۶۱۰ محاصره کردند گفته می شود که برخی از مسیحیان معتقد بودند که خود عیسی از طرف پادشاه ابگار پنجم در برابر همه دشمنان دفاع خواهد کرد. اما شهر بعد یک مدتی سقوط کرد